# Clos (Weinberg)
Das Clos (von französisch closⓘ [klo], deutsch ‚verschlossen‘) ist die französische Bezeichnung für einen mit einer Einfriedung umschlossenen Weinberg. Oftmals wurden sie von Mönchen wie den Zisterziensern und Benediktinern angelegt. Viele berühmte Weinberge oder Weingüter führen diese Bezeichnung im Namen, auch wenn ihre Mauer heute nicht mehr besteht.
Bekannte Clos in Frankreich sind:

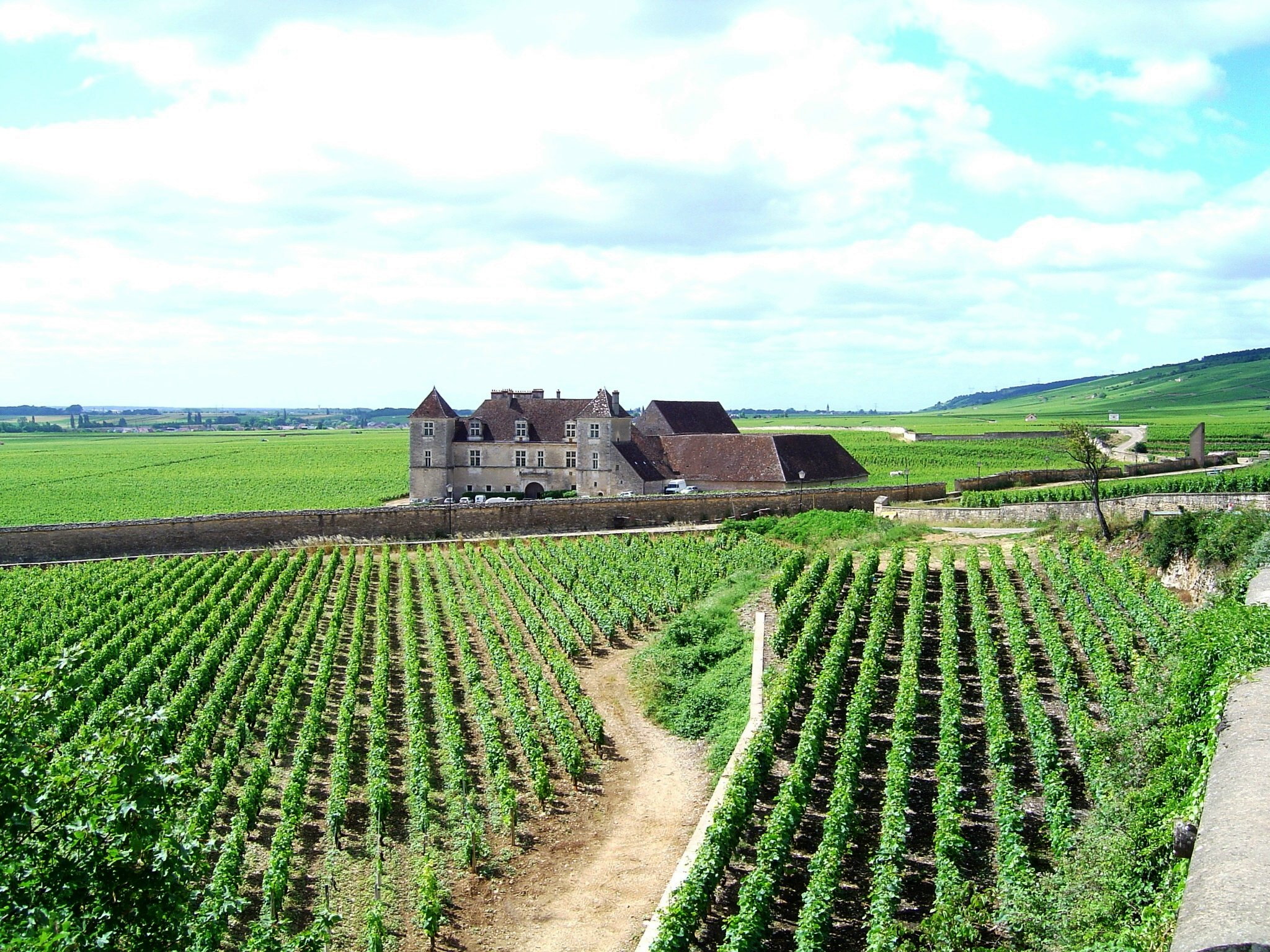
Clos de Vougeot

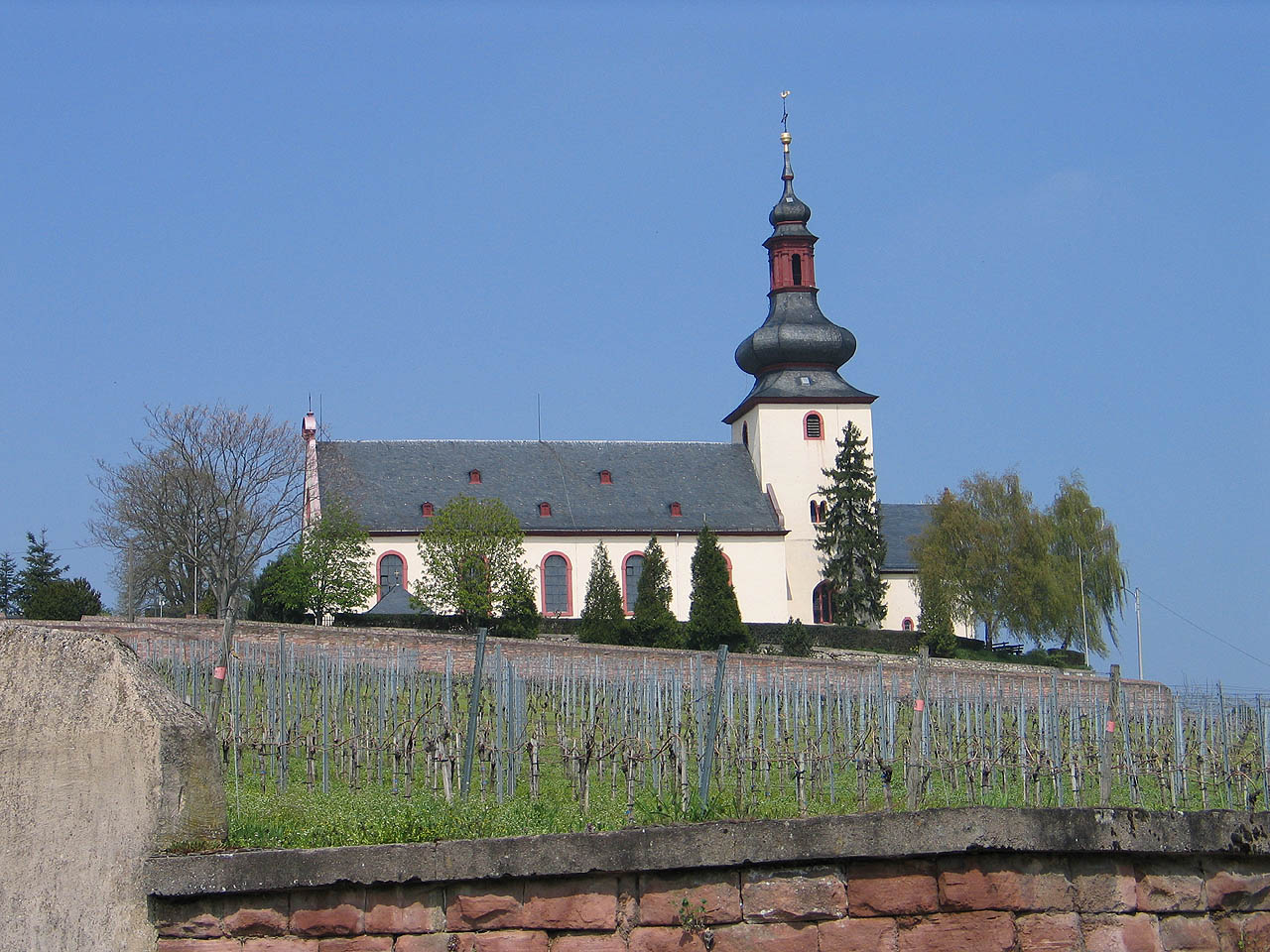
Niersteiner Glöck

- Bordeaux: Château Léoville-las-Cases, Clos Haut-Peyraguey, Clos Fourtet, Clos des Jacobins, Clos de l’Oratoire, Clos Saint-Martin
- Burgund: Clos Napoléon (Fixin), Chambertin-Clos de Bèze, Clos de Tart, Clos des Lambrays, Clos de la Roche, Clos Saint-Denis, La Romanée zusammen mit Romanée-Conti, Clos de Vougeot, Clos des Réas (Vougeot), Corton-Clos du Roi, Clos des Ursules, Clos des Mouches (Beaune), Clos des Épeneaux (Pommard), Clos du Val (Auxey-Duresses), Clos des Chênes (Volnay), Montrachet
- Champagne: Clos des Goisses (Aÿ), Clos du Mesnil (Le Mesnil-sur-Oger; siehe Krug (Champagner))
- Elsass: Clos Sainte-Hune im Grand Cru Rosacker (Hunawihr), Clos Sainte-Odile (Obernai, Clos de la Folie Marco, Clos Gänsbrönnel, Clos Rebgarten, Clos du Val d'Éléon, Clos Ribeaupierre, Clos du Zahnacker, Clos Windsbuhl, Clos des Capucins, Clos Jebsal, Clos Häuserer, Clos de la Faille, Clos Saint-Imer, Clos Saint Landelin, Clos Liebenberg, Clos Schild, Clos Himmelreich, Clos Saint-Théobald, Clos de la Ville de Thann, Clos Saint Urbain, Clos de Aubépines, Clos Philippe Grass, Clos Zisser, Clos du Sonnenbach, Clos de la Tourelle, Clos Jean Philippe Sturm und Clos des Récollets[1] )
- Loire: Clos de la Coulée-de-Serrant, Clos du Papillon (Savennières), Le Grand Clos (Bourgueil)
- Rhônetal: Clos des Papes, Clos du Mont-Olivet, Clos de l’Oratoire des Papes (Châteauneuf-du-Pape)
- Sud-Ouest: Clos La Coutale, Clos de Gamot, Clos Triguedina (Cahors)

In der französischsprachigen Schweiz sind zu nennen:
- Waadt: Clos des Abbayes, Clos des Moines (Dézaley), Clos du Paradis (Aigle), Clos du Rocher, Clos des Rennauds (Yvorne)
- Wallis: Clos Grand Brûlé, Clos des Montibeux (Leytron), Clos de Balavaud (Vétroz)

Auch in Deutschland gibt es vergleichbare ummauerte Weinbergslagen:
- Rheingau: Hattenheimer Pfaffenberg und Steinberg bei Kloster Eberbach, Neroberg (Wiesbaden)
- Rheinhessen: Schlossmühle in Heidesheim, Niersteiner Glöck
- Sachsen: Minckwitzscher Weinberg in der Einzellage Radebeuler Steinrücken